# (1072) Malva
(1072) Malva és un asteroide pertanyent al cinturó d'asteroides descobert per Karl Wilhelm Reinmuth el 4 d'octubre de 1926 des de l'observatori de Heidelberg-Königstuhl, Alemanya. Malva va rebre inicialment la designació de 1926 TA.
Més endavant es va anomenar per les malves, una planta de la família de les malváceas.
Malva orbita a una distància mitjana de 3,163 ua del Sol, podent allunyar-se'n fins a 3,929 ua i acostar-se fins a 2,398 ua. Té una inclinació orbital de 8,025° i una excentricitat de 0,242. Empra 2055 dies a completar una òrbita al voltant del Sol.